# Il sergente immortale
Il sergente immortale (Immortal Sergeant) è un film del 1943 diretto da John M. Stahl. La sceneggiatura si basa sul romanzo The Immortal Sergeant di John Brophy pubblicato a New York nel 1942.

## Trama
Un giovane sergente si ritrova a dover dirigere la propria unità nel deserto del fronte africano dopo il suicidio del loro comandante.

## Produzione
Le riprese del film, prodotto dalla Twentieth Century Fox Film Corporation, durarono dal 10 settembre a metà novembre 1943.

## Distribuzione
Il copyright del film, richiesto dalla Twentieth Century-Fox Film Corp., fu registrato il 9 dicembre 1942 con il numero LP12167.